# 同乐站 (郑州市)
同乐站是郑州地铁3号线与8号线的地铁换乘站，位于中华人民共和国河南省郑州市金水区南阳路与东风路交叉口地下，于2020年12月26日随3号线的开通而启用，8号线部分于2024年12月29日投入使用。

## 车站结构
同乐站分为3号线车站和8号线车站两部分。3号线车站的主体结构位于南阳路地下，呈西北-东南走向，为地下二层车站。8号线车站的主体结构位于3号线车站东侧的东风路地下，呈东北-西南走向，为地下三层车站，与3号线车站呈“T”形相交。

### 车站楼层
同乐站3号线车站为地下二层车站，其中B1层为站厅层，B2层为站台层。8号线车站为地下三层车站，其中B1层为站厅层，B2层为设备层，B3层为站台层。

#### 3号线车站楼层
| 1F  | 地面     | A-D出入口                                                         | A-D出入口                                                         | A-D出入口                                                         |
| B1F | 站厅     | 客服中心、自动售票机、行李检查、闸机、车站控制室 连通 █ 8号线站厅 | 客服中心、自动售票机、行李检查、闸机、车站控制室 连通 █ 8号线站厅 | 客服中心、自动售票机、行李检查、闸机、车站控制室 连通 █ 8号线站厅 |
| B2F | █ 3号线  | 往省体育中心方向（兴隆铺）                                        | 往省体育中心方向（兴隆铺）                                        | 往省体育中心方向（兴隆铺）                                        |
| B2F | 岛式站台 |                                                                   | 至站厅 至 █ 8号线站台                                             | 卫生间                                                            |
| B2F | █ 3号线  | 往滨河新城南方向（南阳新村）                                      | 往滨河新城南方向（南阳新村）                                      | 往滨河新城南方向（南阳新村）                                      |

#### 8号线车站楼层
| 1F  | 地面     | E、F出入口                                                        | E、F出入口                                                        | E、F出入口                                                        |
| B1F | 站厅     | 客服中心、自动售票机、行李检查、闸机、车站控制室 连通 █ 3号线站厅 | 客服中心、自动售票机、行李检查、闸机、车站控制室 连通 █ 3号线站厅 | 客服中心、自动售票机、行李检查、闸机、车站控制室 连通 █ 3号线站厅 |
| B2F | 设备层   | 车站设备                                                          | 车站设备                                                          | 车站设备                                                          |
| B3F | █ 8号线  | 往天健湖方向（五龙口）                                            | 往天健湖方向（五龙口）                                            | 往天健湖方向（五龙口）                                            |
| B3F | 岛式站台 | 至 █ 3号线站台                                                    | 至站厅                                                            | 卫生间                                                            |
| B3F | █ 8号线  | 往鲁庙方向（省中医院）                                            | 往鲁庙方向（省中医院）                                            | 往鲁庙方向（省中医院）                                            |

### 站厅
同乐站的3号线车站和8号线车站各设1座站厅，均位于B1层，均位于B1层，并分别设有客服中心、自动售票机、行李检查、车站控制室等设施。站厅由闸机和栏杆分隔为付费区和非付费区。其中3号线站厅的非付费区位于站厅两端，之间在3号线站厅西侧经通道连接，付费区位于站厅中部。8号线站厅的非付费区位于站厅东端，在8号线站厅北侧经通道连接3号线站厅北端的非付费区。8号线站厅的中西部为付费区，西端与3号线站厅的付费区相连。两座站厅的付费区内均设有自动扶梯、楼梯和无障碍电梯，连接对应的站台。在3号线站厅北端的非付费区近D口通道处设有卫生间和母婴室。

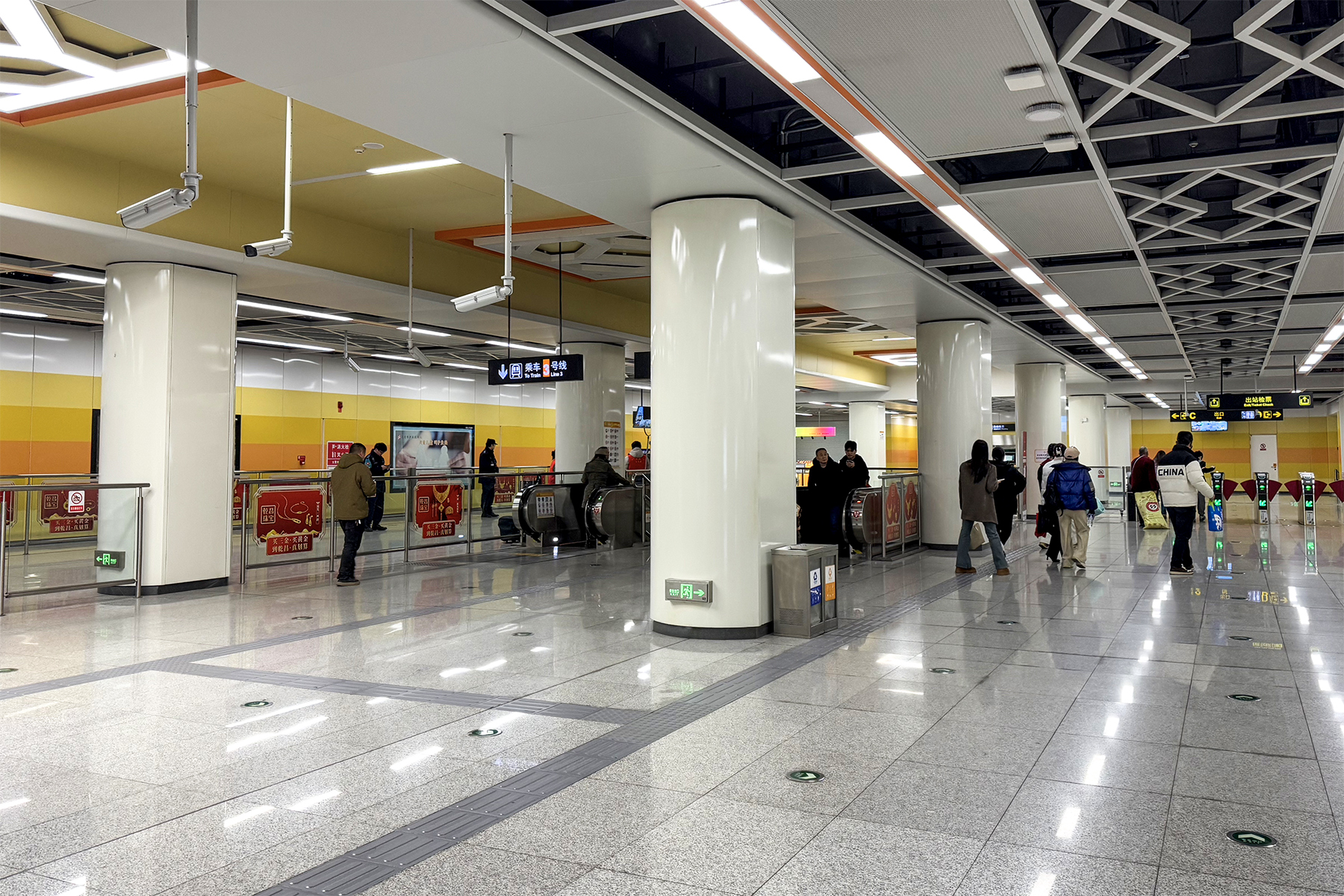
3号线站厅
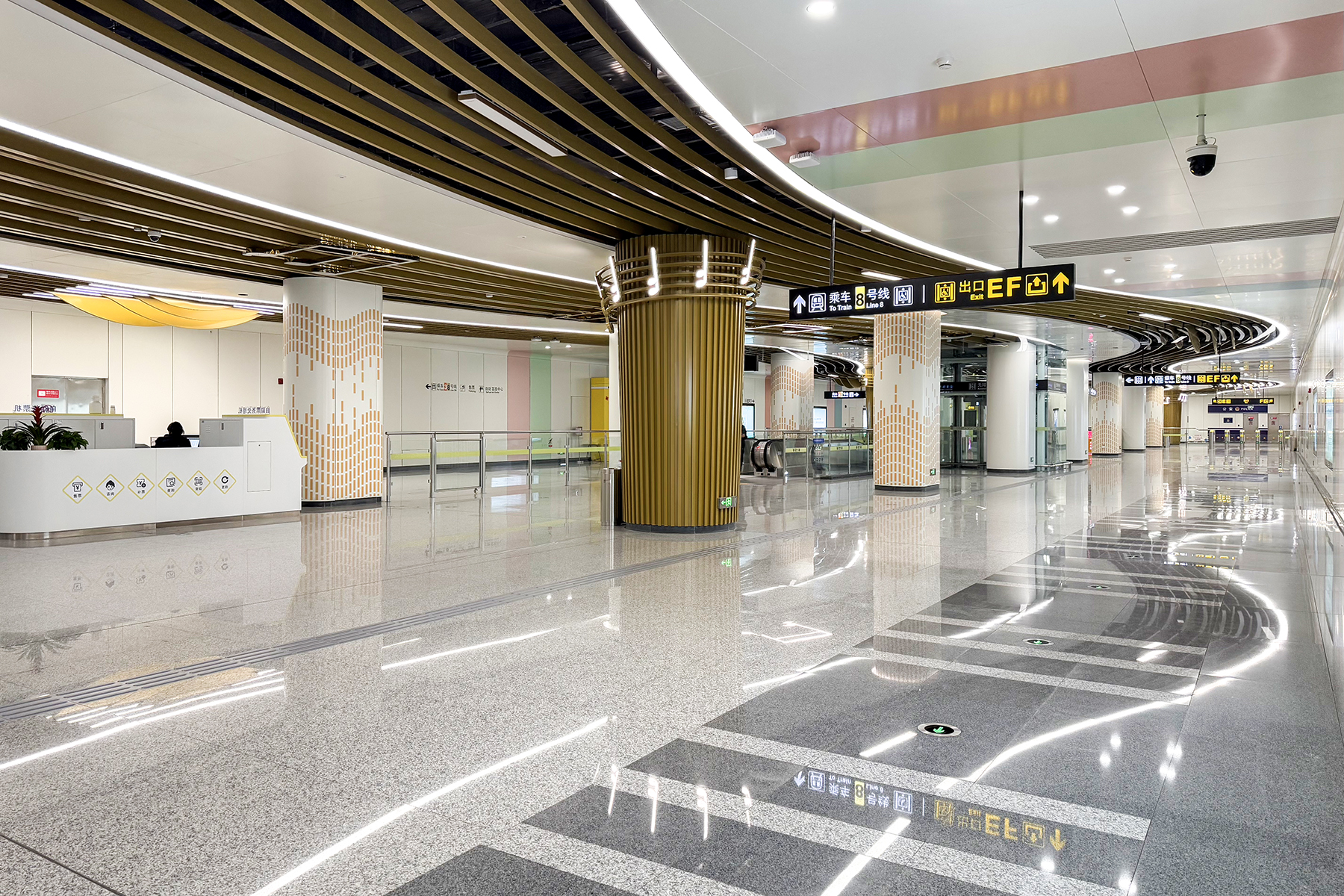
8号线站厅
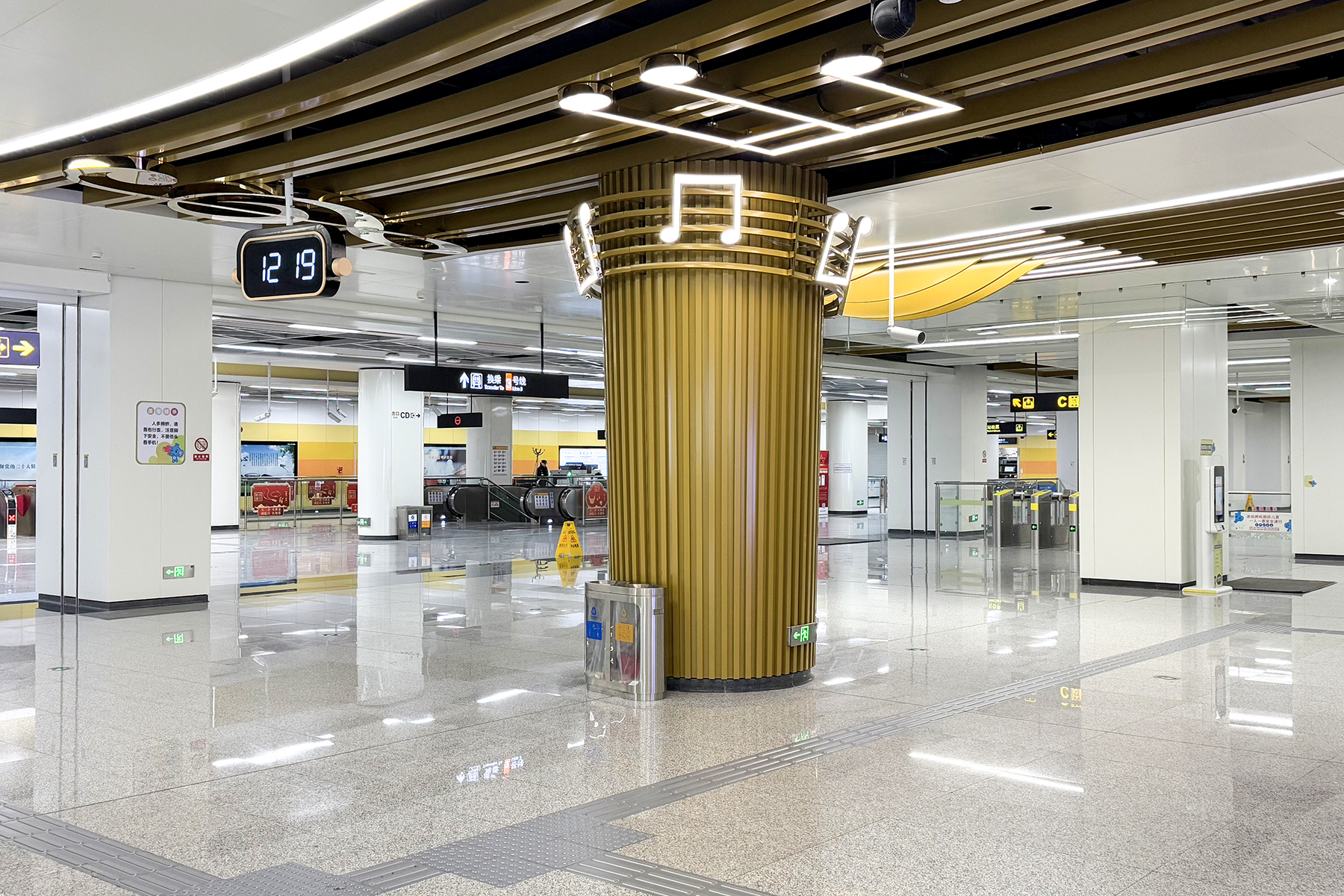
两座站厅相连处

### 站台
同乐站的3号线车站和8号线车站各设有一座岛式站台，均安装有高站台门。3号线站台位于B2层，略呈西北-东南向，东侧站台面由省体育中心方向列车的使用，西侧站台面由滨河新城南方向的列车使用，站台的南端设有卫生间，8号线站台位于B3层，略呈东北-西南向，与3号线站台呈“T”形交叉，其中北侧站台面由天健湖方向列车的使用，南侧站台面由鲁庙方向的列车使用，站台的东端设有卫生间和母婴室。3号线站台中部设有步梯换乘通道，连接8号线站台西端，形成T形换乘节点。

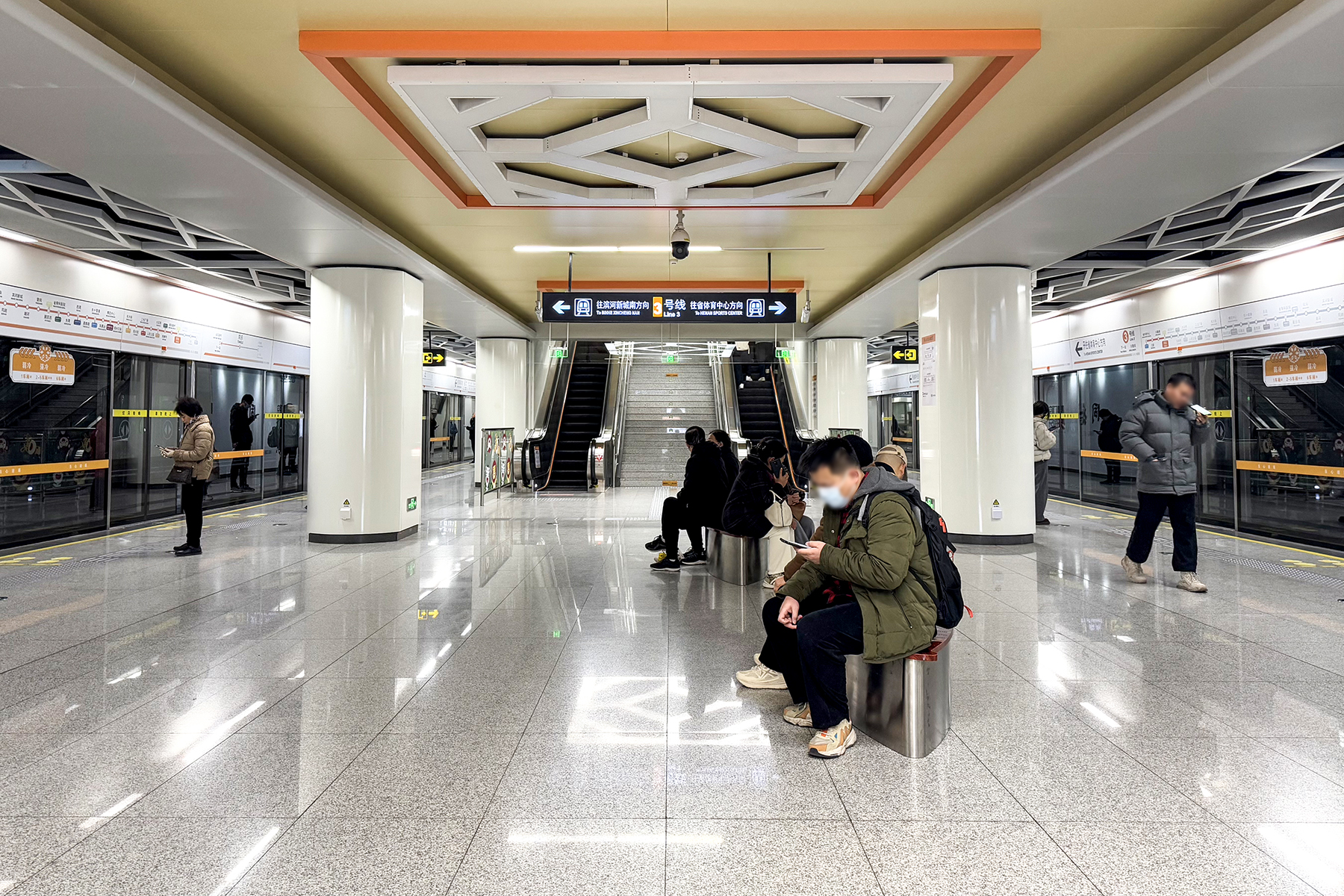
3号线站台
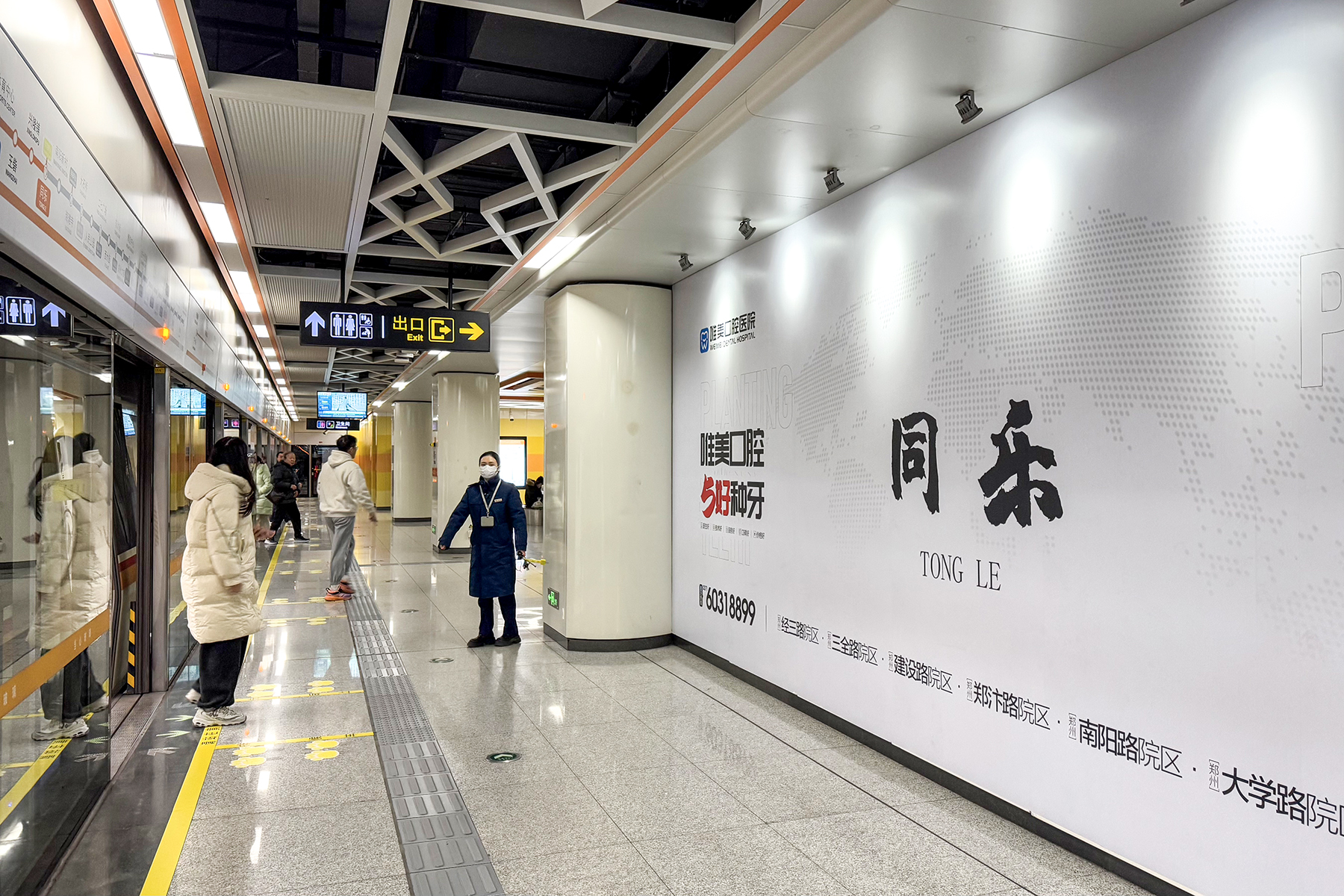
3号线站台上的站名大字壁
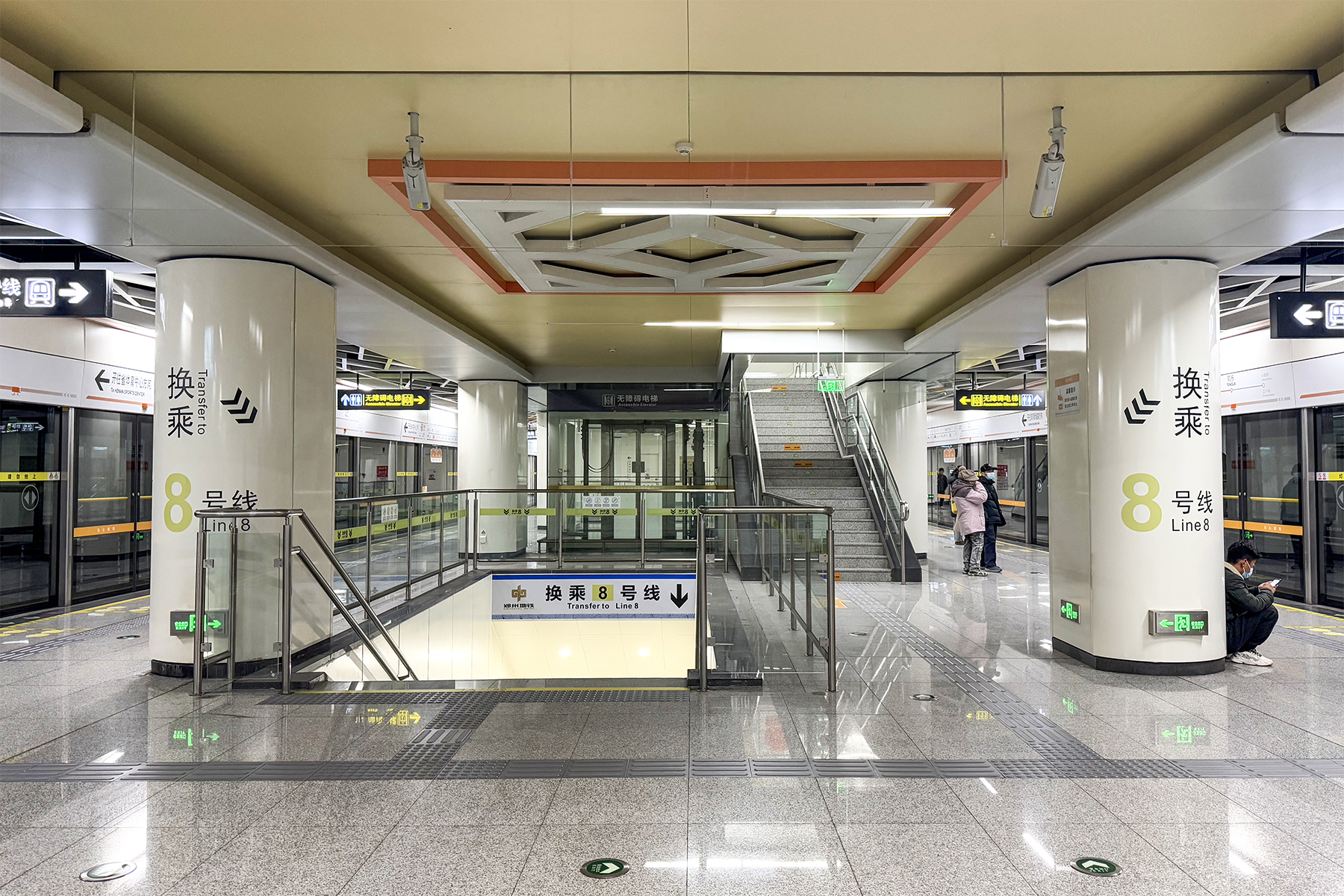
3号线站台中部的换乘通道口

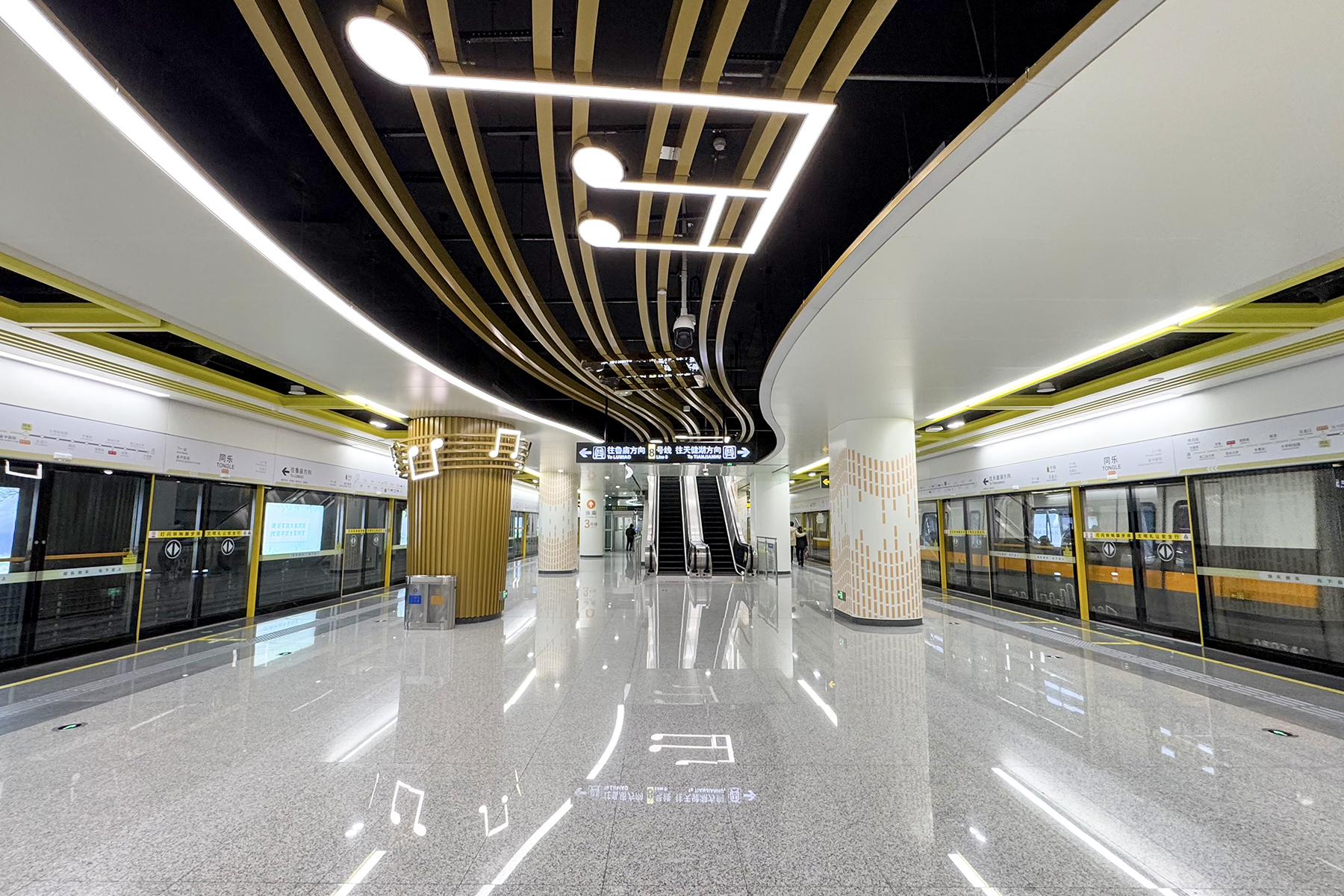
8号线站台
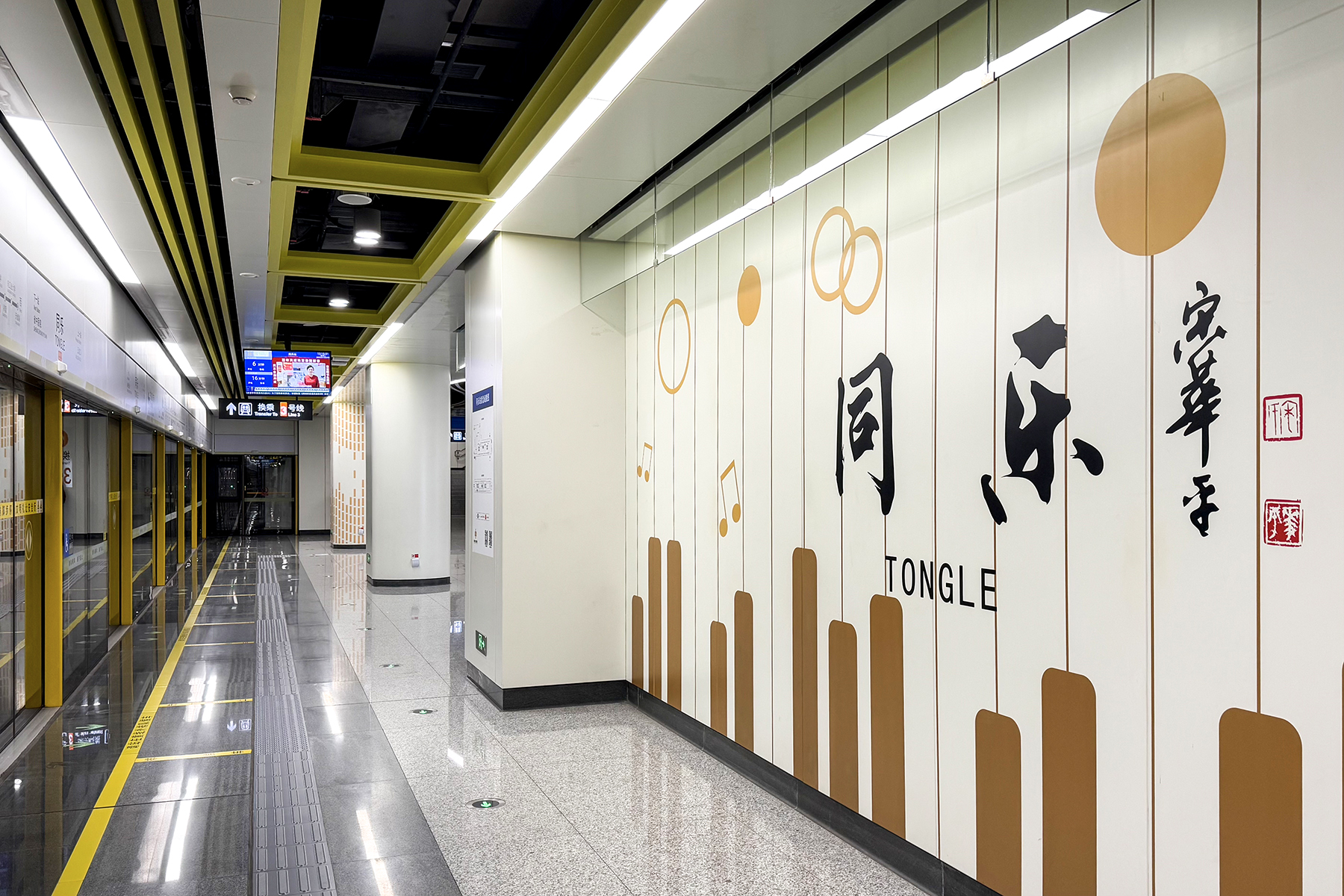
8号线站台上的站名大字壁
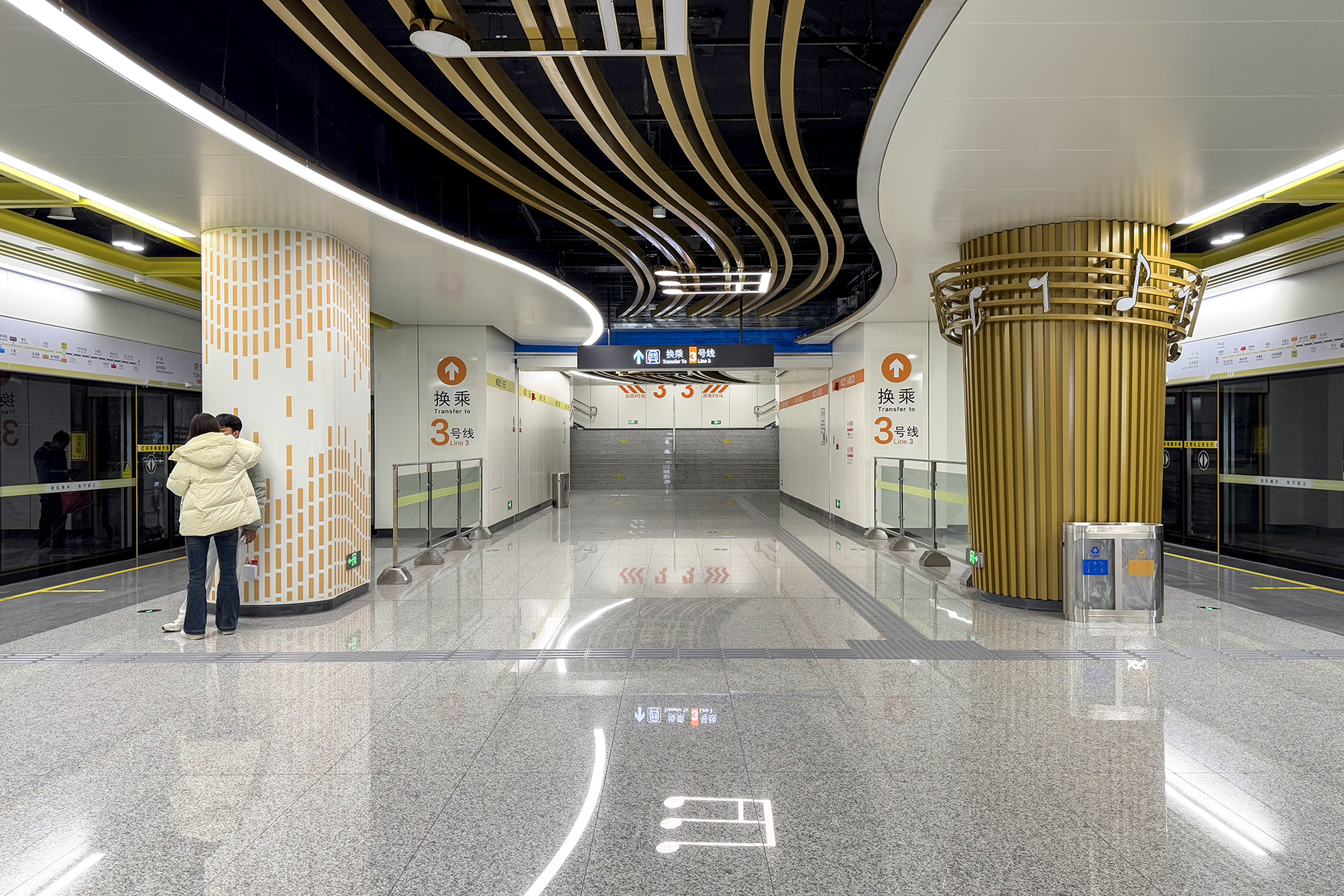
8号线站台西端的换乘通道口

### 出入口
同乐站共设有6个出入口，其中A-D口分别位于南阳路与东风路交叉路口的东南、西南、西北、东北四角，连接3号线站厅的非付费区，E、F口分别位于路口以西的东风路北侧和南侧，连接8号线站厅的非付费区。
该站各出入口的信息如下表所示。
| 南阳路东风路 | 南阳路东风路     | 南阳路东风路 | 南阳路东风路   | 南阳路东风路  |
| 编号         | 路线             | 路线         | 路线           | 备注          |
| ------------ | ---------------- | ------------ | -------------- | ------------- |
| 27           | 兴隆铺路沙口路   | ⇆            | 管城中医院     |               |
| G78          | 森林湖公交站     | ⇆            | 航海路中州大道 |               |
| G87          | 郑焦城铁南阳寨站 | ⇆            | 航海路中州大道 |               |
| 196          | 花园口公交站     | ⇆            | 农业路丰乐路   |               |
| G904         | 紫玉路公交站     | ⇆            | 北三环文化路   | 原904路、T4路 |
| B23          | 综合投资区       | ⇆            | 建设路西三环   |               |
| S158         | 北三环沙口路     | ⇆            | 紫荆山金水路西 | B2路支线      |
| Y8           | 省体育中心       | ⇆            | 火车站北港湾   | 夜间服务      |
| 游16         | 黄河文化公园     | ⇆            | 火车站北港湾   |               |

| 南阳路东风路 | 南阳路东风路     | 南阳路东风路 | 南阳路东风路   | 南阳路东风路  |
| 编号         | 路线             | 路线         | 路线           | 备注          |
| ------------ | ---------------- | ------------ | -------------- | ------------- |
| 27           | 兴隆铺路沙口路   | ⇆            | 管城中医院     |               |
| G78          | 森林湖公交站     | ⇆            | 航海路中州大道 |               |
| G87          | 郑焦城铁南阳寨站 | ⇆            | 航海路中州大道 |               |
| 196          | 花园口公交站     | ⇆            | 农业路丰乐路   |               |
| G904         | 紫玉路公交站     | ⇆            | 北三环文化路   | 原904路、T4路 |
| B23          | 综合投资区       | ⇆            | 建设路西三环   |               |
| S158         | 北三环沙口路     | ⇆            | 紫荆山金水路西 | B2路支线      |
| Y8           | 省体育中心       | ⇆            | 火车站北港湾   | 夜间服务      |
| 游16         | 黄河文化公园     | ⇆            | 火车站北港湾   |               |

| 东风路丰乐路 | 东风路丰乐路 | 东风路丰乐路 | 东风路丰乐路   | 东风路丰乐路 |
| 编号         | 路线         | 路线         | 路线           | 备注         |
| ------------ | ------------ | ------------ | -------------- | ------------ |
| 79           | 杓袁公交站   | ⇆            | 碧沙岗         |              |
| G97          | 沙口路北三环 | ⇆            | 郑州东站       |              |
| B32          | 郑州市福利院 | ⇆            | 郑汴路中州大道 | 原72路       |

| 东风路南阳路 | 东风路南阳路 | 东风路南阳路 | 东风路南阳路   | 东风路南阳路 |
| 编号         | 路线         | 路线         | 路线           | 备注         |
| ------------ | ------------ | ------------ | -------------- | ------------ |
| 185          | 杨槐公交站   | ⇆            | 南阳路东风路   |              |
| B32          | 郑州市福利院 | ⇆            | 郑汴路中州大道 | 原72路       |

| 东风路丰乐路 | 东风路丰乐路 | 东风路丰乐路 | 东风路丰乐路 | 东风路丰乐路 |
| 编号         | 路线         | 路线         | 路线         | 备注         |
| ------------ | ------------ | ------------ | ------------ | ------------ |
| 79           | 杓袁公交站   | ⇆            | 碧沙岗       |              |
| G97          | 沙口路北三环 | ⇆            | 郑州东站     |              |
| 185          | 杨槐公交站   | ⇆            | 南阳路东风路 |              |